# 圖-124
图-124型客机（羅馬化：Tu-124）是苏联图波列夫设计局设计制造的56座短途双引擎喷射机。
图-124以图-104为基础开发，于1960年3月首飞，1962年10月2日投入商业运营，是世界上首款采用涡轮风扇发动机的量产客机。目前所有的图-124已全部退出运营。

## 发展历程
图-124是为取代苏联民航的伊尔-14型客机而开发，主要用作短途国内航线。图-124基本型可载客44人，第一架原型机于1960年3月首飞，第二架于同年6月首飞。此外，还有两架用作静态测试的机身。试飞成功后，图-124于位于乌克兰哈尔科夫的135工厂投产。1962年8月，图-124交付给苏联民航，并于同年10月2日正式投入商业运营，首飞莫斯科至塔林的航班。
1964年，改进型号图-124V投入运营，图-124V可载客56人，并增加了航程和最大起飞重量。

## 设计

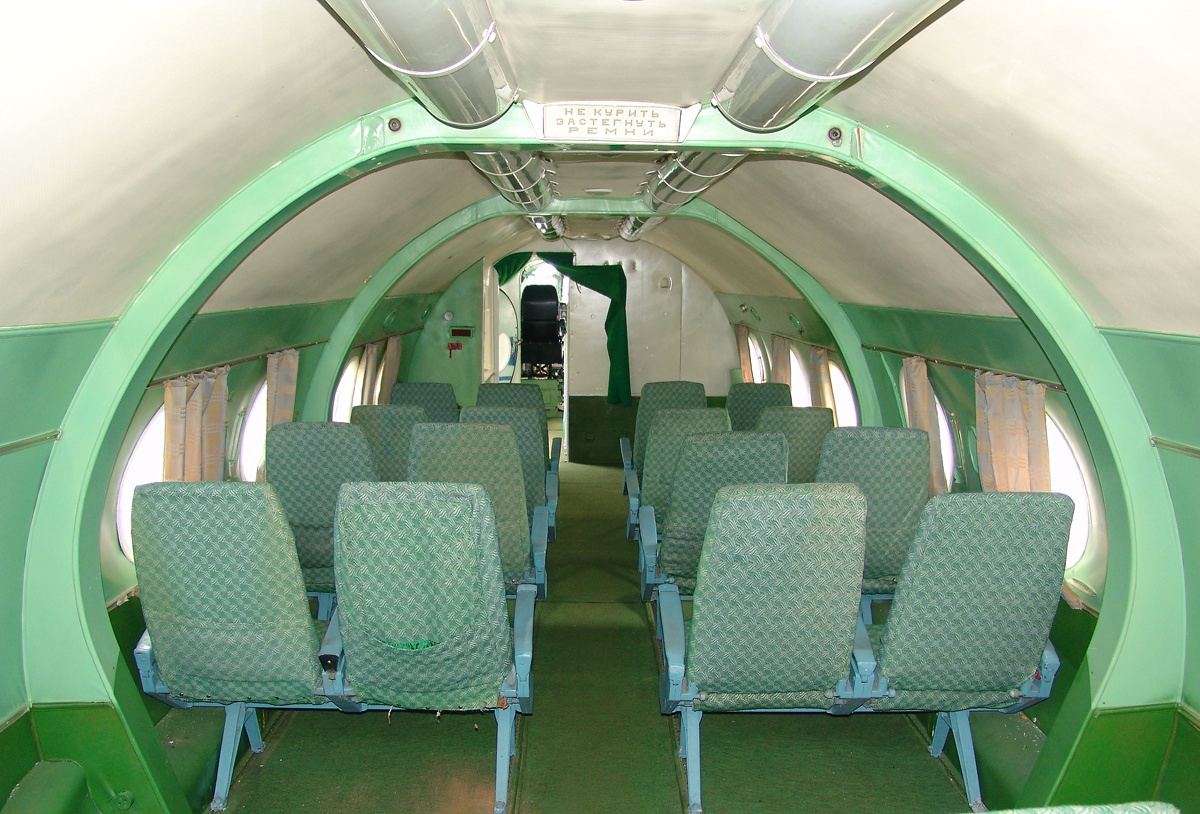
图-124的客舱

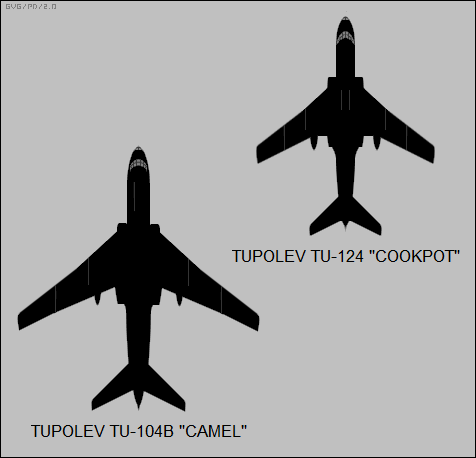
图-124与图-104的大小对比

图-124在设计上基于图-104客机，为图-104的缩小版，大小约为图-104的75%，从远处看与图-104也非常相似，但图-124采用了涡轮风扇发动机，推力更大，燃油经济性也更强。此外，图-124采用了双开缝襟翼和扰流板，改善了空气动力学特性。
图-124亦保留了减速伞，在紧急降落或较为光滑的地面降落时使用，并采用低压轮胎，以便在简易机场起降。与图-104一样，图-124的发动机亦布置在机翼根部，这种设计布局放大了震动，从而影响机舱的舒适度以及机翼组件的疲劳寿命。

## 运营历史

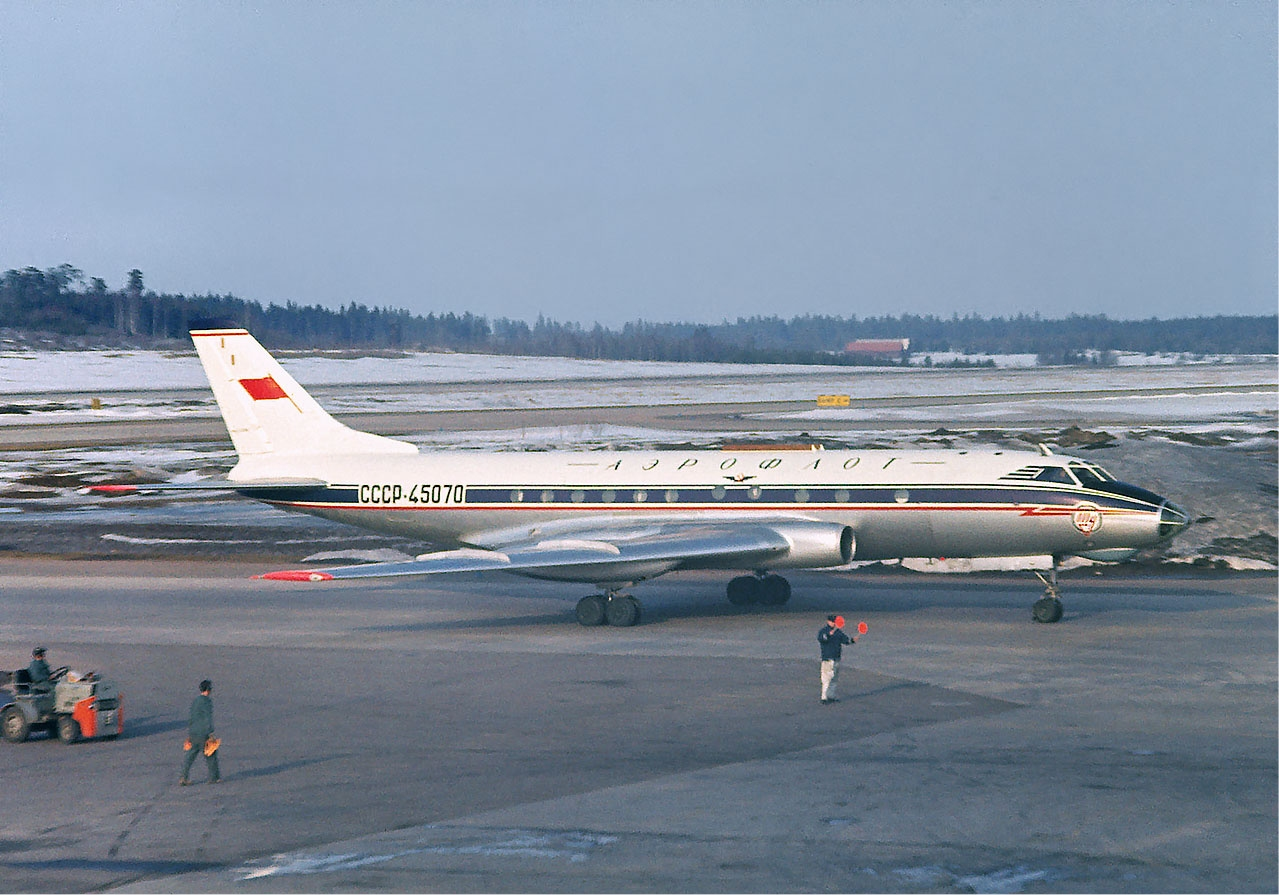
苏联民航的图-124

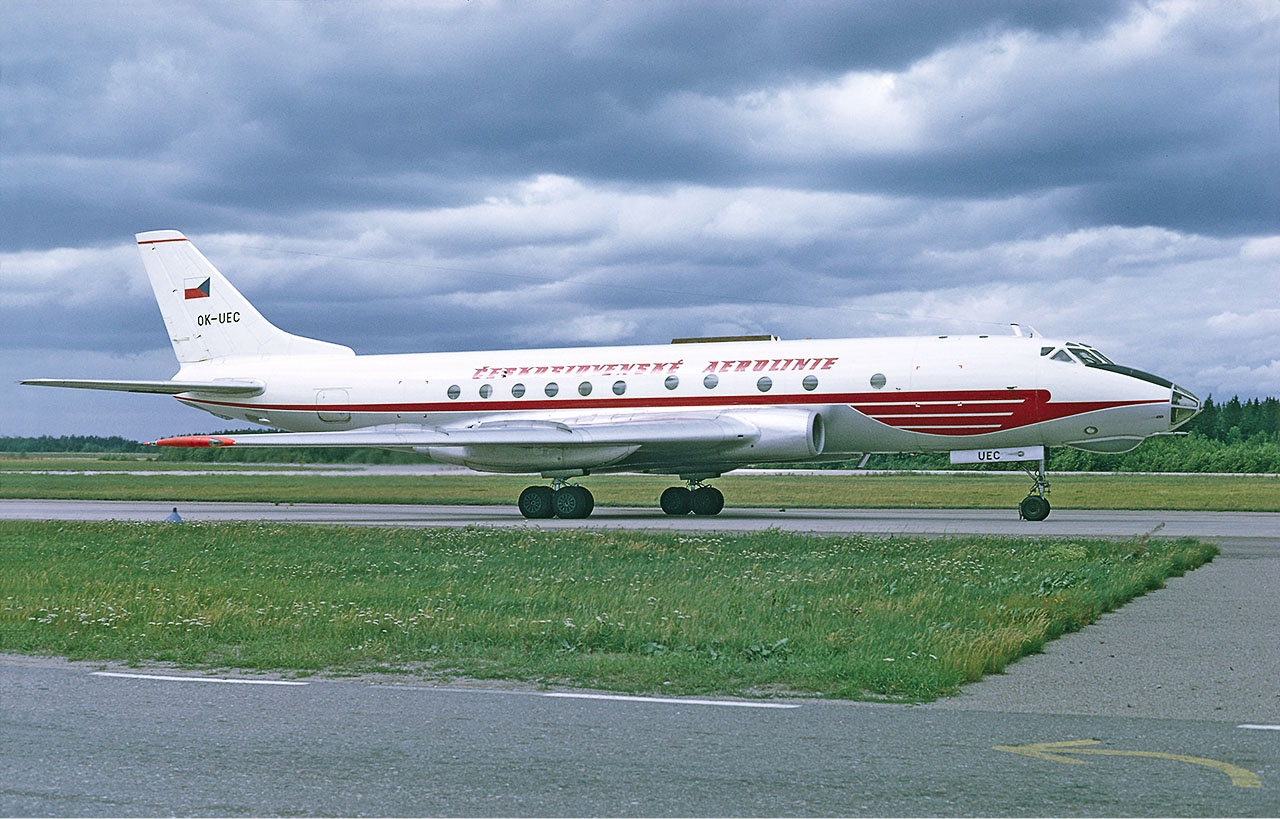
捷克斯洛伐克航空的图-124

苏联民航于1962年10月开始使用图-124运营国内航班。改进型图-124V型于1964年面世，并在1965年的巴黎航展上亮相。虽然图-124有着低廉的价格和运营费用，但在出口市场上表现不佳，除苏联民航外，民用航空公司中仅有捷克斯洛伐克航空和东德的国际航空订购了图-124的新机。其中捷克斯洛伐克航空在1973年将机队中的图-124出售给伊拉克航空，东德国际航空订购了3架图-124，在1975年全部售回苏联。
印度空军于1966年引进3架VIP专机型号图-124K。此外，1966年1月中国人民解放军空军引进了2架图-124，苏联空军亦曾使用图-124做训练用。
图-124的生产持续至1965年，共生产了164架。尽管图-124的安全记录要略好过图-104，但作为图-104的后续机型，图-124的运营仍然受到图-104糟糕的安全记录的影响。1980年1月21日，苏联民航将其机队中最后12架图124退役，结束了图-124作为民航客机运营的历史。之后，图-124仍继续在一些军队中服役至20世纪90年代初期。其中，伊拉克空军的图-124在1990年的海湾战争中被摧毁。

## 主要使用者

### 民用航空
捷克斯洛伐克
- 捷克斯洛伐克航空

 东德
- 德意志民主共和国国际航空（为东德国际航空涂装, 实际上由东德国家人民军空军运营）

 伊拉克
- 伊拉克航空

 苏联
- 苏联民航

### 政府或军用

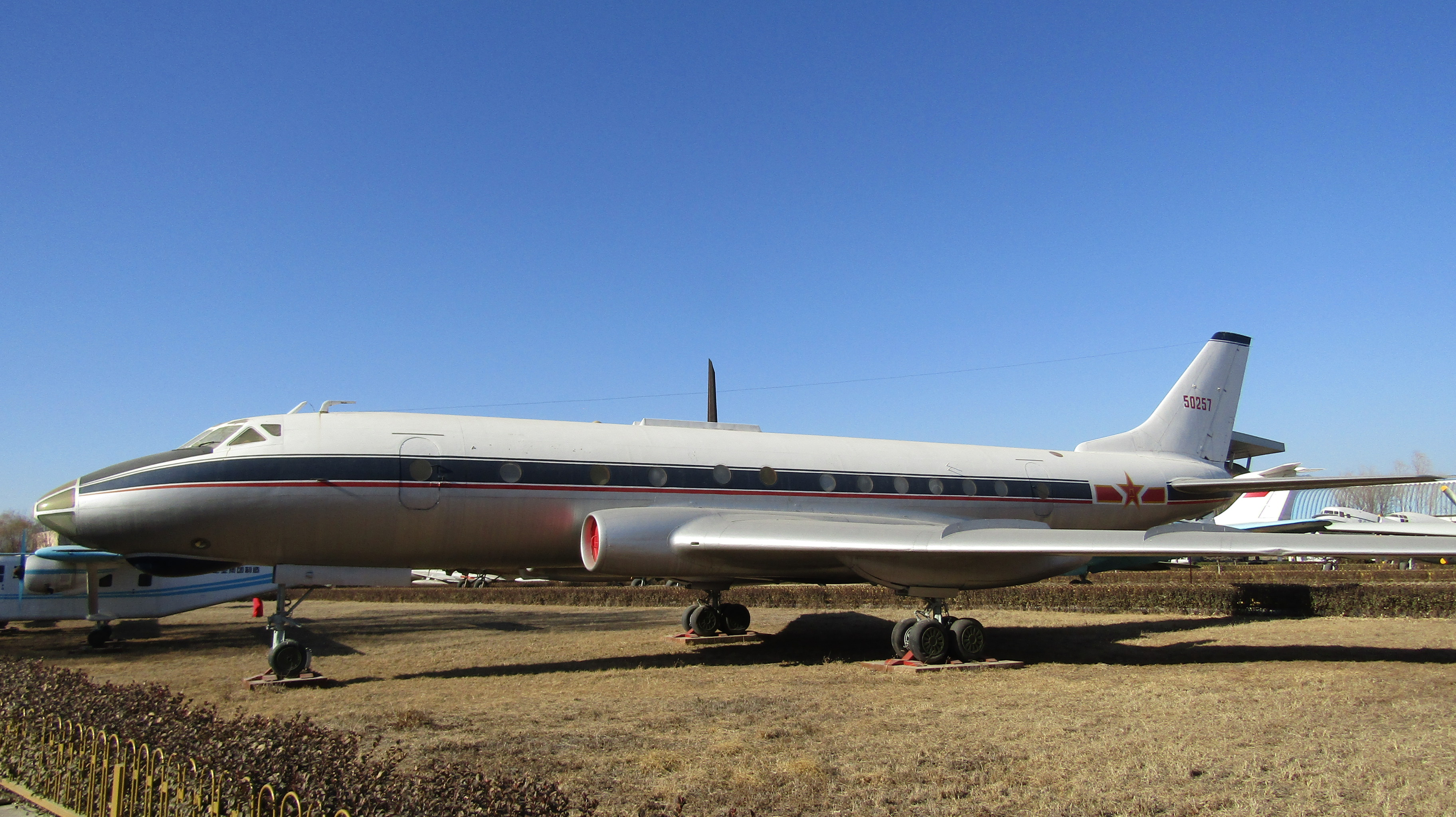
中国人民解放军空军的图-124，现收藏于中国航空博物馆

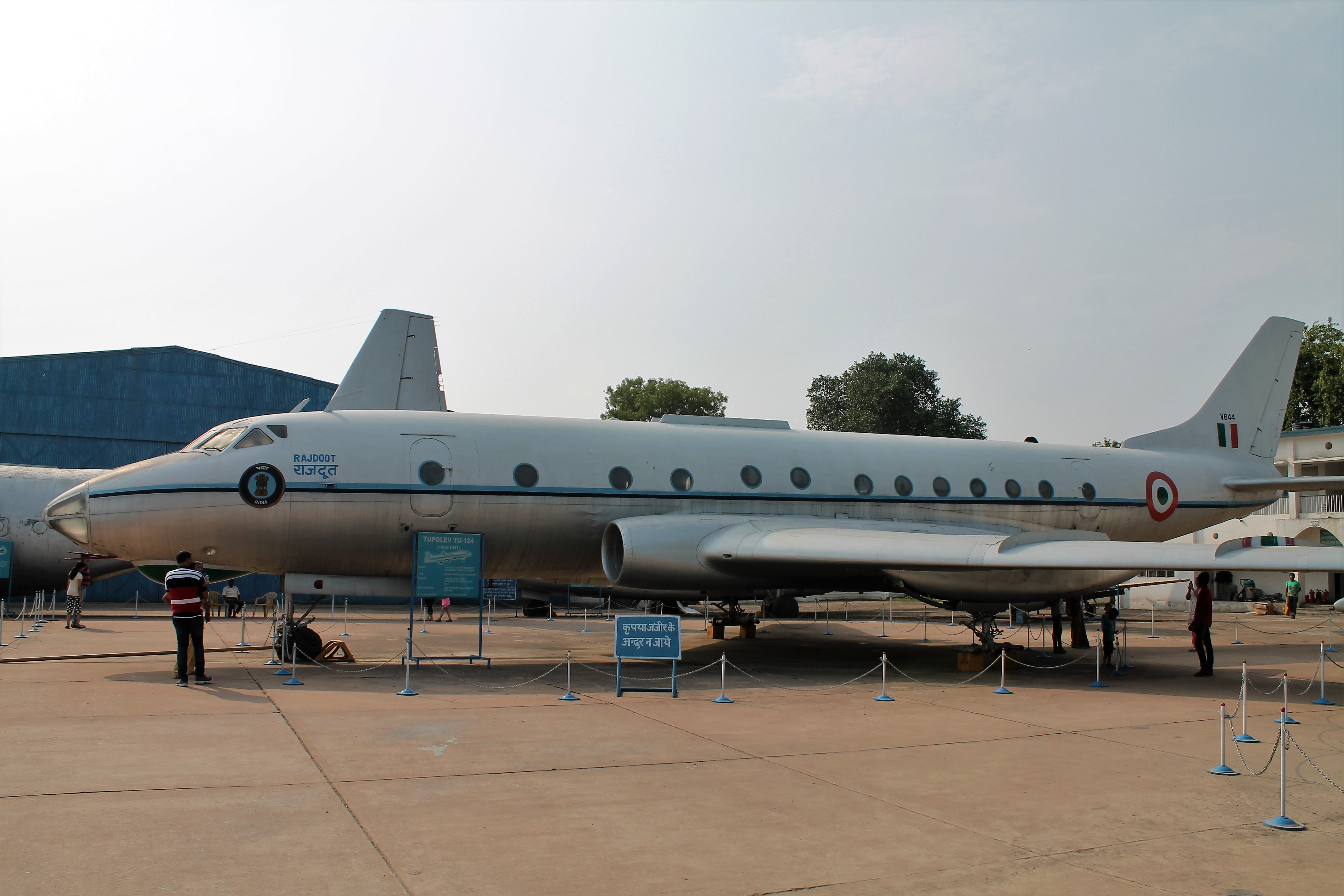
印度空军的图-124K

中国
- 中国人民解放军空军

 捷克斯洛伐克
- 捷克斯洛伐克空军

 东德
- 国家人民军空军

 印度
- 印度空军

 伊拉克
- 伊拉克空军

 苏联
- 苏联空军

## 意外事故
在服役期内，共有15架图-124失事并全机损毁。此外，两架伊拉克航空的图-124在海湾战争中在地面上被摧毁。
- 1963年8月21日，苏联民航1架图-124因燃料耗尽于涅瓦河上迫降，机上52人无一伤亡[8]。
- 1965年3月8日，执飞苏联民航513号班机的1架图-124V客机于库鲁莫克国际机场（英语：Kurumoch International Airport）起飞时坠毁，机上39人中有30人死亡。这次事故是涉及到图-124的第一宗致命意外[9]。
- 1965年11月11日，执飞苏联民航99号班机的1架图-124V客机于摩尔曼斯克机场降落时坠毁，机上64人中有32人遇难[10]。
- 1966年6月13日，1架苏联民航的图-124于明斯克降落时冲出跑道，无人伤亡[11]。
- 1968年3月7日，1架执飞苏联民航3153号班机的图-124于伏尔加格勒机场起飞时坠毁，机上49人中1人死亡[12]。
- 1970年1月29日，1架执飞苏联民航145号班机的图-124V于摩尔曼斯克机场降落时撞山，机上38人中5人当场死亡，另有6人在等待救援时因低温身亡[13]。
- 1970年8月18日，捷克斯洛伐克航空的1架图-124V在苏黎世机场降落时以机腹着地，无人伤亡[14]。

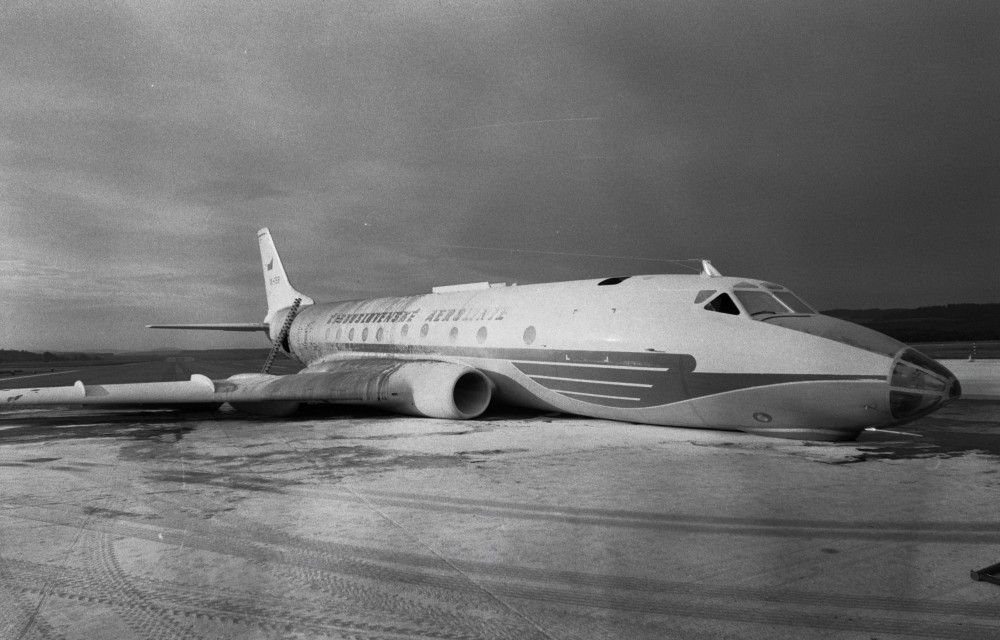
1970年机腹着陆后的捷克斯洛伐克航空图-124

- 1970年9月2日，1架执飞苏联民航3630号班机的图-124于第聂伯罗附近坠毁，机上37人全部遇难[15]。
- 1973年7月9日，1架执飞苏联民航5385号班机的图-124在空中右侧发动机失效，发动机碎片穿透机舱，2名乘客被碎片击中身亡。后来该班机于库鲁莫克机场安全着陆。
- 1973年11月20日，1架苏联民航的图-124V于喀山机场降落时冲出跑道，无人伤亡[16]。
- 1973年12月16日，1架执飞苏联民航2022号班机的图-124V于莫斯科附近坠毁，机上51人全部遇难[17]。
- 1973年12月23日，1架执飞苏联民航5398号班机的图-124V于温尼基附近因机上失火坠毁，机上17人全部遇难[18]。
- 1976年1月3日，1架执飞苏联民航2003号班机的图-124V于伏努科沃机场起飞后不久坠毁，机上61人及地面上1人遇难[19]。
- 1977年11月5日，印度空军的1架图-124K在阿萨姆邦焦尔哈德机场附近坠毁。时任印度总理莫拉尔吉·德赛为机上乘客之一，在这次空难中生还，但随行的其他5人遇难[20]。
- 1977年，苏联空军1架图-124Sh在卢甘斯克机场以机腹着陆，无人伤亡[21]。
- 1979年8月29日，1架执飞苏联民航5484号班机的图-124V于坦波夫州上空失控解体，机上63人全部遇难。此次事故后，苏联民航将全部图-124除役[22]。
- 1990年2月，时值海湾战争期间，2架伊拉克航空的图-124V于巴格达萨达姆国际机场被炸毁[23][24]。

## 性能规格 （图-124V）
参考资料：Soviet Transport Aircraft since 1945
基本信息
- 机组：3人
- 容量：56名乘客
- 長度：30.58米（100英尺4英寸）
- 翼展：25.55米（83英尺10英寸）
- 高度：8.08米（26英尺6英寸）
- 机翼面积：119.48平方（1,286.1平方英尺）
- 空重：22,900（50,486磅）
- 最大起飛重量：37,500（82,673磅）
- 发动机：2台索洛维约夫D-20（英语：Soloviev D-20）涡轮风扇发动机，每台53.1千牛頓（11,900磅力）推力

性能
- 最大速度：970每小時（603英里每小時；524節）
- 巡航速度：800—870每小時（497—541英里每小時；432—470節）
- 航程：2,100（1,305英里；1,134海里）满油及3,000（6,600磅）载重的情况下
- 升限：11,700（38,400英尺）
- 爬升率：12每秒（2,400英尺每分鐘）[26]